# Tyrannei
Als Tyrannei bezeichnet man in stark abwertendem Sinn eine als illegitim betrachtete Gewalt- und Willkürherrschaft eines Machthabers oder einer Gruppe. Der Begriff knüpft an die antike Tyrannis an, die durch gewaltsamen Umsturz der Staatsordnung erlangte Herrschaft eines einzelnen Machthabers in einer Polis der griechischsprachigen Staatenwelt im Zeitraum vom 7. bis zum 3. Jahrhundert v. Chr. In der Präambel der Allgemeinen Erklärung der Menschenrechte wird Tyrannei als Unterdrückung unter Abwesenheit der Herrschaft des Rechts bezeichnet, gegen die Menschen das Recht zum Aufstand haben.
Heute nennt man Herrschaftsformen mit brutalen Alleinherrschern an der Spitze eine Tyrannei; die Bedeutung geht dabei in Richtung Gewaltherrschaft, also einer Diktatur, von der zum Beispiel der spätere amerikanische Präsident James Madison 1787/88 in den Federalist Papers (Nummer 47) schrieb: „Die Ansammlung von jeglicher Gewalt, der Legislative, Exekutive und der Judikative, in den gleichen Händen, ob eines Einzelnen, ein paar Weniger oder von Vielen, und ob erblich, selbst ernannt oder gewählt, kann mit Recht als die genaue Definition von Tyrannei erklärt werden.“
Ausgehend von dieser Begriffsentwicklung versteht man heute im übertragenen Sinn unter Tyrann einen herrschsüchtigen oder strengen Menschen (z. B. Familientyrann).